# Oost-Thürings voetbalkampioenschap 1910/11
In 1910/11 werd het tweede voetbalkampioenschap van Oost-Thüringen gespeeld, dat georganiseerd werd door de Midden-Duitse voetbalbond. 
FC Carl Zeiss Jena  werd kampioen en plaatste zich voor de Midden-Duitse eindronde. De club verloor meteen van Hallescher FC Wacker met 2-6.

## 1. Klasse
| Plaats | Club                      | Wed.           | W              | G              | V              | Saldo          | Ptn.           |
| ------ | ------------------------- | -------------- | -------------- | -------------- | -------------- | -------------- | -------------- |
| 1.     | FC Carl Zeiss Jena        | 8              | 8              | 0              | 0              | 64:06:00       | 16:00          |
| 2.     | SC 1903 Weimar            | 8              | 4              | 1              | 3              | 23:24          | 09:07          |
| 3.     | Sp. Abt. des TV Weimar    | 8              | 3              | 1              | 4              | 18:30          | 07:09          |
| 4.     | SC 1904 Gera              | 8              | 3              | 0              | 5              | 16:45          | 06:10          |
| 5.     | BC Vimaria 1903 Weimar    | 8              | 1              | 0              | 7              | 12:28          | 02:14          |
| 6.     | SpV Hohenzollern Naumburg | Teruggetrokken | Teruggetrokken | Teruggetrokken | Teruggetrokken | Teruggetrokken | Teruggetrokken |

|  | Kampioen, geplaatst voor Midden-Duitse eindronde  |
|  | Werd voor seizoensstart teruggezet naar 2. Klasse |